# 白川資訓
白川資訓（1841年12月27日—1906年12月7日），是日本幕末的公家，明治時期的華族、子爵。

## 生平
白川資訓本名資訓王，在山城國京都出生，是右近衛權中將資敬王的長子。
嘉永二年三月二十九（1849年4月21日）元服，獲允昇殿，四年八月十四（1851年9月9日）就任神祇伯。安政元年（1854年）京都御所大火時救出神鏡，得孝明天皇獎勵。同年十二月十八日（1855年2月4日）兼任侍從，又在安政四年五月十五（1857年6月6日）兼任右近衛權少將元治元年八月二十九（1864年9月29日）進官右近衛權中將。
慶應四年正月十七（1868年2月10日）神祇事務科設立，資訓王就任神祇事務總督，同年二月二十（1868年3月13日）以神祇事務局總督補任參與和議定。明治二年六月初一（1869年7月9日）取消神祇伯制度，資訓王的伯王稱號自動消失，同年七月初八（8月15日）就任神祇大副，其後歷任神祇官出仕、神祇大掌典、大掌典、式部寮七等出仕兼大掌典和式部寮御用掛，參與宮中祭祀，到1873年11月3日自式部寮御用掛退休。

## 榮銜
- 1900年（明治33年）12月10日 - 從二位[6]

## 引用
1. 1 2 3  《平成新修舊華族家系大成》上卷，第763頁。
2. 1 2 3 4 5 6 7 8 9 10 11  《明治維新人名辭典》第515-516頁。
3. 1 2 3 4 5  《公家事典》第746頁。
4. 1 2 3 4 5  《百官履歷 上卷》第350-351頁。
5. ↑  《公家事典》第742頁。
6. ↑  《官報》第5234號〈敍任及辭令〉1900年12月11日。